# Vilsalpseeberge

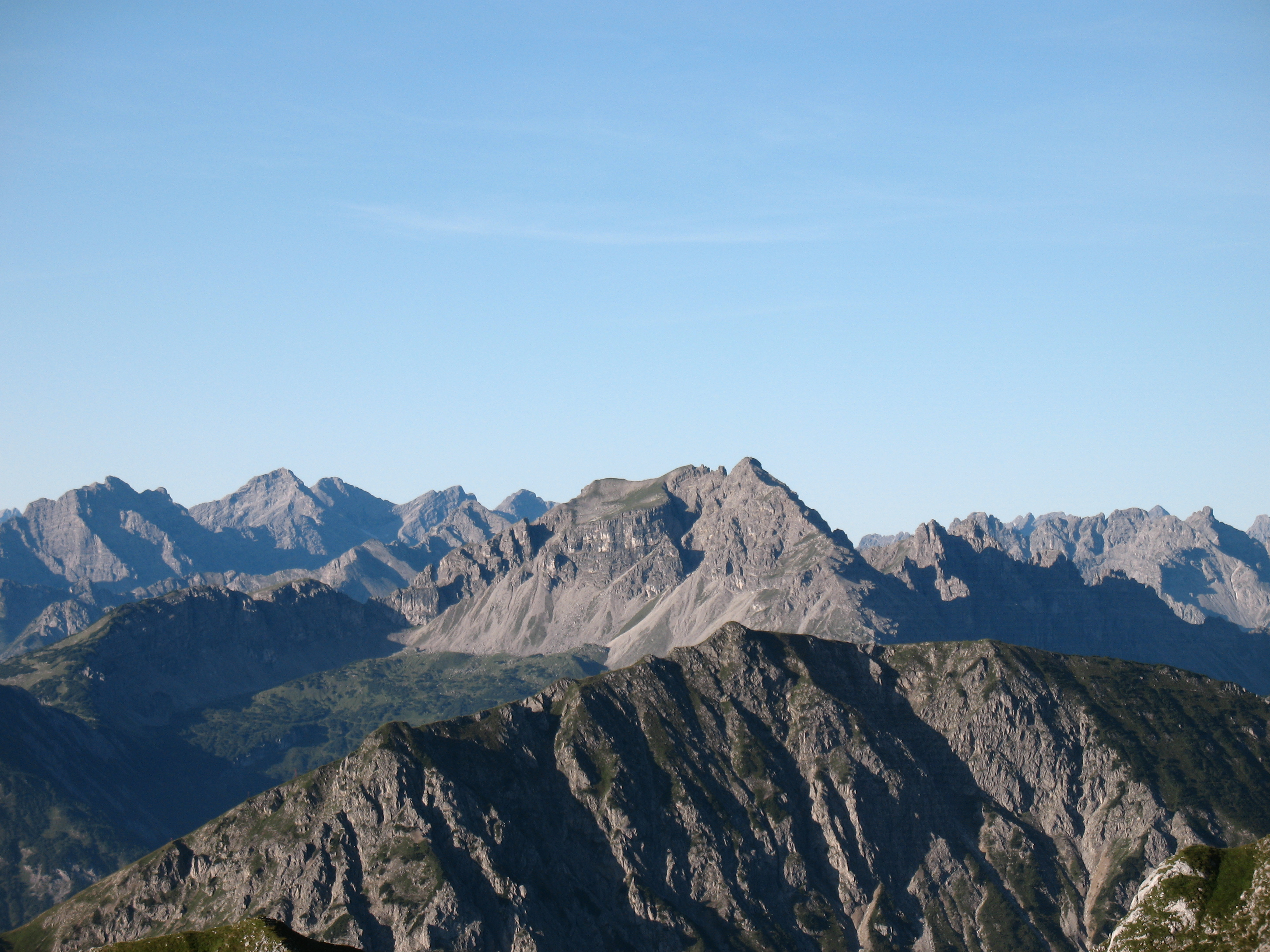
Krinnen- und Leilachspitze

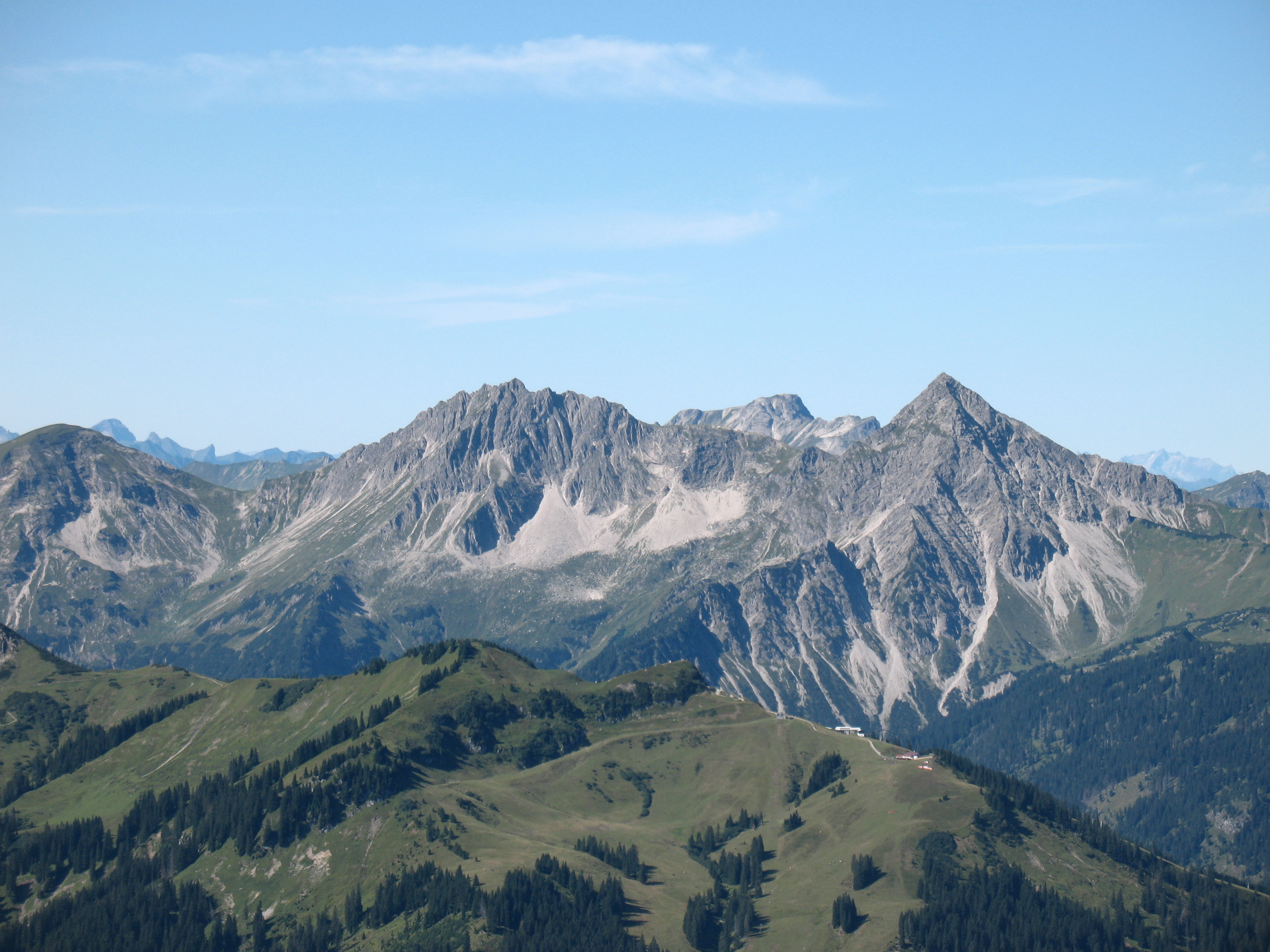
Rauh- und Gaishorn

Die Vilsalpseeberge sind eine Untergruppe der Allgäuer Alpen in Österreich und Deutschland. Der Namen leitet sich von dem zentral gelegenen Vilsalpsee ab. Mit 2274 Metern ist die Leilachspitze der höchste Berg dieser Gruppe. Viele der Gipfel in der Gruppe sind häufig besuchte Ziele und größtenteils mit Wanderwegen erschlossen.

## Grenzen und Umgebung
Nach Norden werden die Vilsalpseeberge vom Tannheimer Tal von den Tannheimer Bergen getrennt. Im Osten geht das Tannheimer Tal über den Gaichtpass ins Lechtal über, die Grenze zu den Lechtaler Alpen. Ein Stück Lech-aufwärts mündet der Schwarzwasserbach ein, dessen Tal die südliche Begrenzung der Vilsalpseeberge zur Rosszahngruppe bildet. Vom Notländsattel (1847 m) sind die Vilsalpseeberge von der Hochvogelgruppe getrennt. Der Sattel ist auch der Übergang ins Hintersteiner Tal, in dem die Ostrach fließt und das die Westgrenze darstellt. Bei Bad Hindelang verläuft die Grenze nach Nordosten und über den Oberjochpass (1178 m) ins Tannheimer Tal. Letzte Nachbargruppe der Vilsalpseeberge sind die Allgäuer Voralpen östlich der Iller.
Die Vilsalpseeberge befinden sich nahezu komplett auf dem Gebiet des österreichischen Bundeslandes Tirol. Einzig im Westen verläuft über den Rauhhornzug die Grenze zu Bayern und Deutschland. Damit verteilen sich die Vilsalpseeberge auf die Gemeindegebiete von Schattwald, Zöblen, Tannheim, Grän, Nesselwängle, Weißenbach am Lech und Bad Hindelang in Deutschland.

## Berge
Höchster Berg der Vilsalpseegruppe ist die Leilachspitze (2274 m) im Südosten der Gruppe. Mit dem Gaishorn (2247 m) und dem Rauhhorn (2240 m) im Westen erreichen lediglich zwei weitere Gipfel eine Höhe über 2200 Meter. Danach folgen die Krottenköpfe (2180 m), die Kälbelespitze mit 2135 Metern und die Rote Spitze (2130 m).
Weitere markante Gipfel der Gruppe sind Sulzspitze (2084 m), Kühgundkopf (1907 m), Litnisschrofen (2068 m), Krinnenspitze (2000 m), Ponten (2044 m), Lachenspitze (2126 m), Kugelhorn (2126 m), Schänzlekopf (2070 m), Schochenspitze (2069 m), Lahnerkopf (2121 m), Rohnenspitze (1990 m), Schänzlespitze (2052 m) und Roßkopf (1823 m).

## Geologie
Das vorherrschende Gestein im Bereich der Gipfel ist der Hauptdolomit. Darunter finden sich vielfach Schichten aus Lias-Fleckenmergel oder Aptychenkalk.

## Gewässer

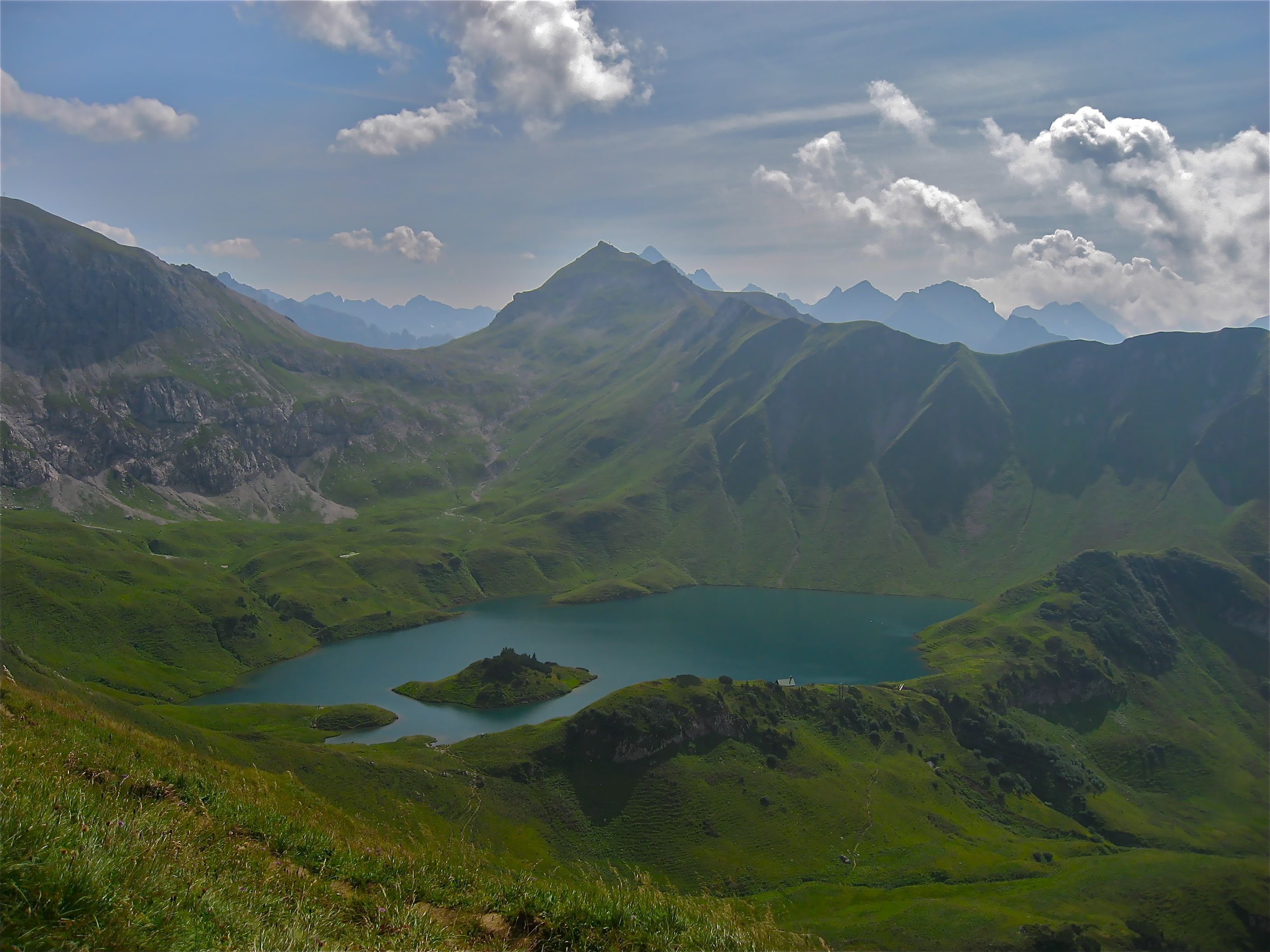
Schrecksee

In den Vilsalpseebergen gibt es vier Seen. Neben dem 57 Hektar großen Vilsalpsee (1165 m) im Zentrum, gibt es im Westen der Gruppe den Schrecksee (1813 m). Dieser ist ein teilweise aufgestauter See mit Insel. Er dient der Energieerzeugung, genauso wie der Traualpsee (1630 m) oberhalb des Vilsalpsees. Weitere Seen sind die Lache (1770 m) und der Alplsee (1600 m).
Der Abfluss des Alplsees stürzt als Bärgacht-Wasserfall zum Vilsalpsee hinab. Wichtige Flüsse im Gebiet der Gruppe sind der Weißenbach und die Vils sowie der Schwarzwasserbach.

## Natur

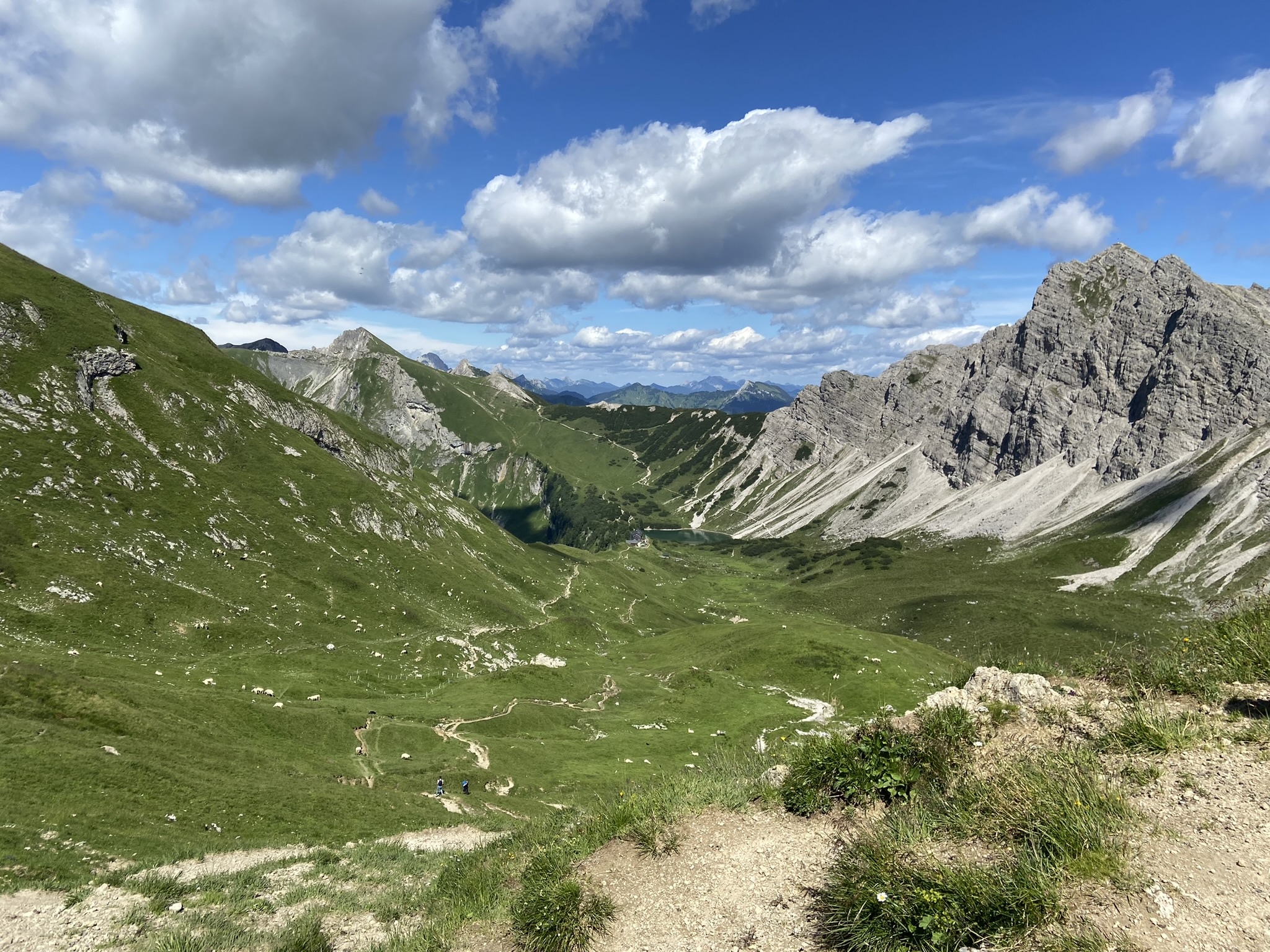
Schochen- und Lachenspitze über der Landsberger Hütte

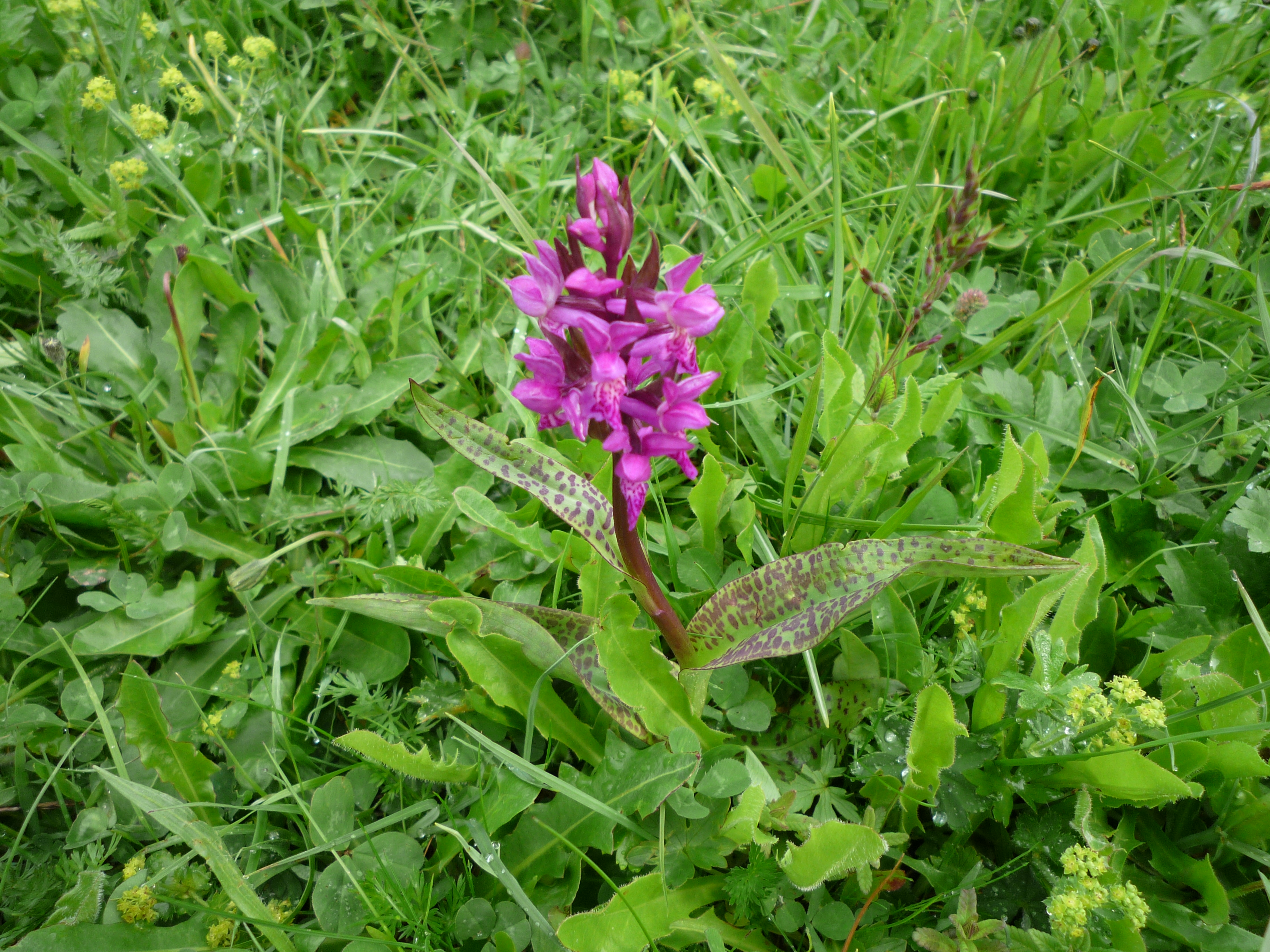
Breitblättriges Knabenkraut

Botanisch gesehen stellt die Vilsalpseegruppe ein interessantes Gebiet da, an Bergen wären dabei zu nennen das Geierköpfle (2020 m), die Rote Spitze und die Schochenspitze sowie das Gappenfelder Notländ im Kar westlich der Lachenspitze. Ein Großteil ebendieser Region des südwestlichen Gruppen-Teils ist durch das Naturschutzgebiet Vilsalpsee seit 1957 geschützt. Im 18,2 Quadratkilometer großen Schutzgebiet werden 700 Pflanzenarten gezählt, darunter Orchideen wie die Grüne Hohlzunge, das Breitblättrige Knabenkraut und das Brand-Knabenkraut. Ornithologisch bedeutend ist der Vilsalpsee mit dem höchsten Brutgebiet des Haubentauchers in Österreich. Im Gappenfelder Notländ lebt das Birkhuhn.

## Alpinismus
In der Vilsalpsee-Gruppe gibt es Übernachtungs-Stützpunkte: die Alpenvereinshütte Landsberger Hütte (1810 m) und die Willersalpe (1456 m). Ansonsten befinden sich die Ortschaften im Norden und Westen nahe an den Zugängen ins Gebirge und bieten sich somit als Ausgangspunkte an.

### Wandern und Bergsteigen
Größtenteils parallel führen der Jubiläumsweg und eine Variante des Violetten Wegs der Via Alpina über das Gaishorn nach Süden zum Prinz-Luitpold-Haus. Mit dem Saalfelder Höhenweg durchquert ein Höhenweg den zentralen Teil der Gruppe vom Haldensee zur Kälbelespitze. Der Großteil der Wege in der Vilsalpseegruppe wird von den Sektionen Allgäu-Immenstadt, Landsberg am Lech und Dillingen des Deutschen Alpenvereins (DAV) betreut.
Während viele Gipfel auf einfachen Bergwanderwegen erreicht werden können, gibt es auch Berge, die nur auf anspruchsvollen Routen bestiegen werden können. Hierzu sind das Rauhhorn, die Leilachspitze und der Litnisschrofen zu zählen, bei denen die Steige den Bergsteiger bis zum I.-II. Grad fordern. Andere Gipfel im Bereich des südlichen Rauhhornzuges sind gar nicht mit Wegen erschlossen und müssen schwierig bestiegen werden, so die Kälbelespitze.

### Klettersport

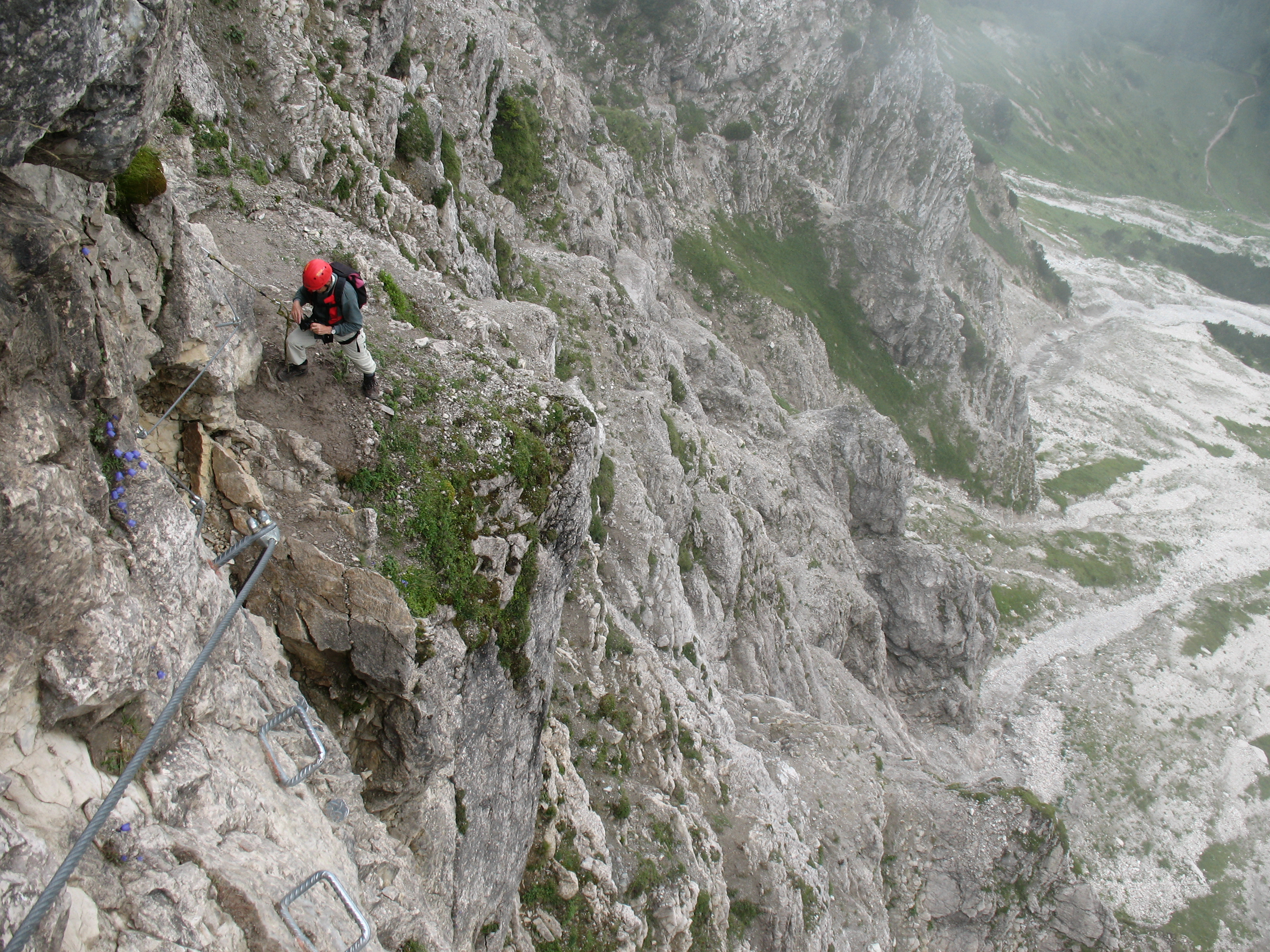
Iseler-Klettersteig

Was das Klettern angeht, spielen die Vilsalpseeberge eine untergeordnete Rolle. Viele Routen gibt es nicht, zu erwähnen wären Nordgrat und Nordwestwand der Roten Spitze mit Schwierigkeiten um den IV. Grad. Eine ähnliche Schwierigkeit besitzt die Nordwand der Lachenspitze und der Nordwestgrat der Schochenspitze. Schwerere Klettereien gibt es auch an den Krottenköpfen, so die Nordwand des Ostgipfels mit IV. und der Nordpfeiler des Westgipfels mit VI.
In den Jahren 2008 und 2009 wurde am Iseler-Kühgund-Massiv ein Klettersteig erbaut. Der dreiteilige Steig führt durch die Nordwand auf den Gipfel des Iseler (1876 m) und weiter durch die Nordflanke zum Kühgundkopf. Die Bewertung der Schlüsselstellen ist C, größtenteils ist es jedoch B. Von November bis Juni darf der Klettersteig nicht begangen werden.

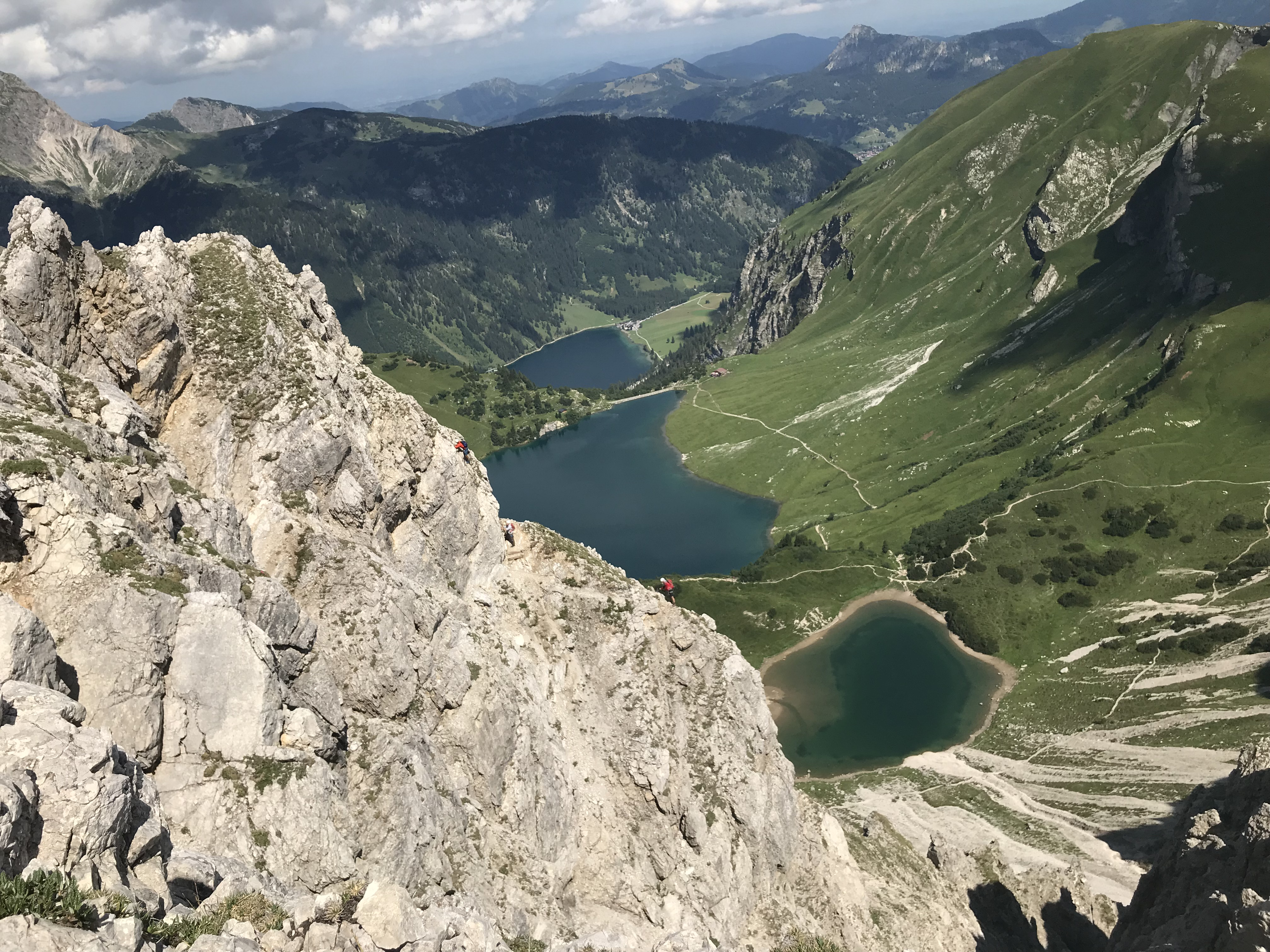
Klettersteig auf die Lachenspitze

Ebenfalls 2009 stellte die Alpenvereinssektion Landsberg am Lech einen Klettersteig der Schwierigkeit C/D durch die Nordwand der Lachenspitze fertig. Ausgangspunkt ist die Landsberger Hütte.

## Wintersport

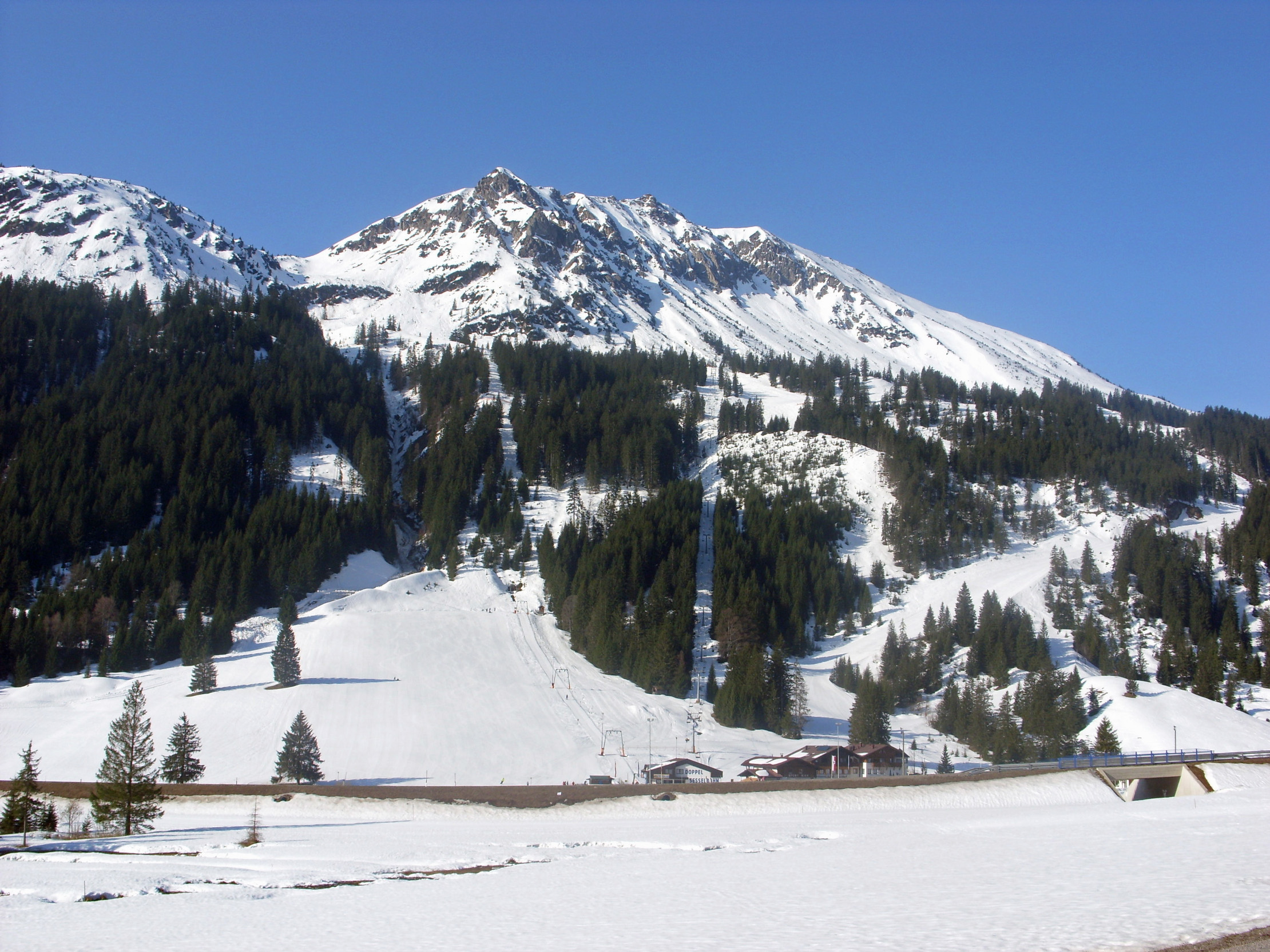
Skigebiet Krinnenspitze

An der Nordseite der Vilsalpseeberge sind zahlreiche Bergflanken durch Liftanlagen erschlossen, an denen im Winter alpiner Skisport möglich ist. An Iseler und Kühgundkopf ist es das Skigebiet der Bergbahnen Hindelang-Oberjoch, das mit acht Beförderungsanlagen die Skifahrer zu verschiedenen Skipisten bringt.
Im Tannheimer Tal betreiben die Tannheimer Bergbahnen die Skigebiete in Schattwald, Zöblen und Tannheim, gefahren wird an den Hängen von Kühgundkopf, Rohnenspitze und Vogelhörnle. Größte Bahn ist die Seilbahn am Neunerköpfle mit acht Sitzplätzen. Daneben ist die Liftgesellschaft Nesselwängle mit einem Skigebiet an der Krinnenspitze vertreten.
Beliebte Skitouren sind der Ponten über das Güntle, die Nordflanke des Gaishorns und die Sulzspitze durchs Strindental.